# قيصوم قليل الرؤوس
قيصوم قليل الرؤوس أو أَخيلْيَة قليلة الرؤوس (باللاتينية: Achillea oligocephala) نوع نباتي عشبي يتبع جنس القيصوم من الفصيلة النجمية.

## الموئل والانتشار
ينتشر في بلاد الشام وتركيا.